# 1844 في المغرب
تحتوي هذه المقالة على أهم الأحداث التي شهدتها المغرب في 1844م، إضافة إلى أهم الشخصيات المغربية المولودة والمتوفية في هذه السنة.

## الحكم

علم راية المغرب بين سنة (1666-1915).

- السلطان: عبد الرحمن العلوي (حكم بين 1822 – 1859).
- المغرب الحالي وقتها كان إمبراطورية وليس مملكة يحكمها ملك؛ بل كان يحكمها سلطان على عدة اقاليم (بلاد مراكش؛ بلاد فاس؛ بلاد سوس؛ بلاد شنقيط؛ بلاد الشرق؛ بلاد الغرب؛ بلاد السودان). وكان يسمى الإيالة الشريفة وليس المغرب.

## أحداث
- 6 أغسطس 1844 - قصف طنجة، هجوم بحري فرنسي ضد مدينة طنجة.
- 14 أغسطس 1844 - وقوع معركة إيسلي بين فرنسا والمغرب.
- 15 و16 أغسطس - قصف الصويرة، هو هجوم بحري شَنَّته مملكة فرنسا على مدينة الصويرة المغربية.
- أكتوبر- معاهدة طنجة، (معاهدة تاريخية وقعت في شهر أكتوبر سنة 1844م، والتي تنص على موافقة الحكومة المغربية تسليم الحاكم عبد القادر ومحاولة إنهاء الجهاد المسلح ضد المستعمر الفرنسي، وتسليم الجزائر للنظام الفرنسي.[1]).

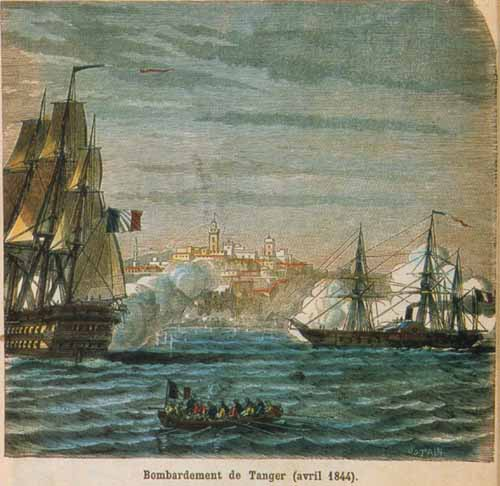
قصف طنجة، نقشها ن.إ. سوتين
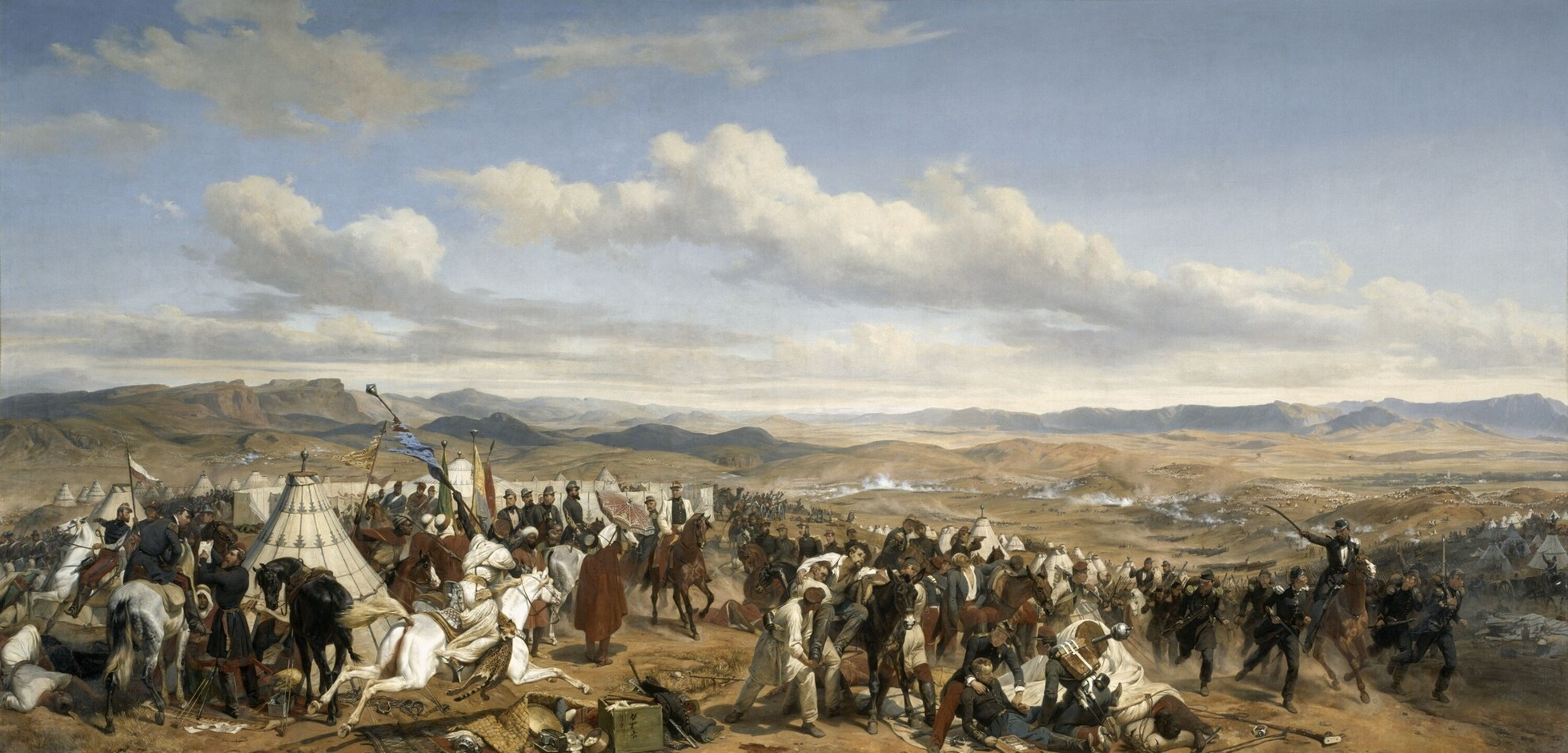
معركة إسلي، رسم زيتي من هوراس فيرنيه.
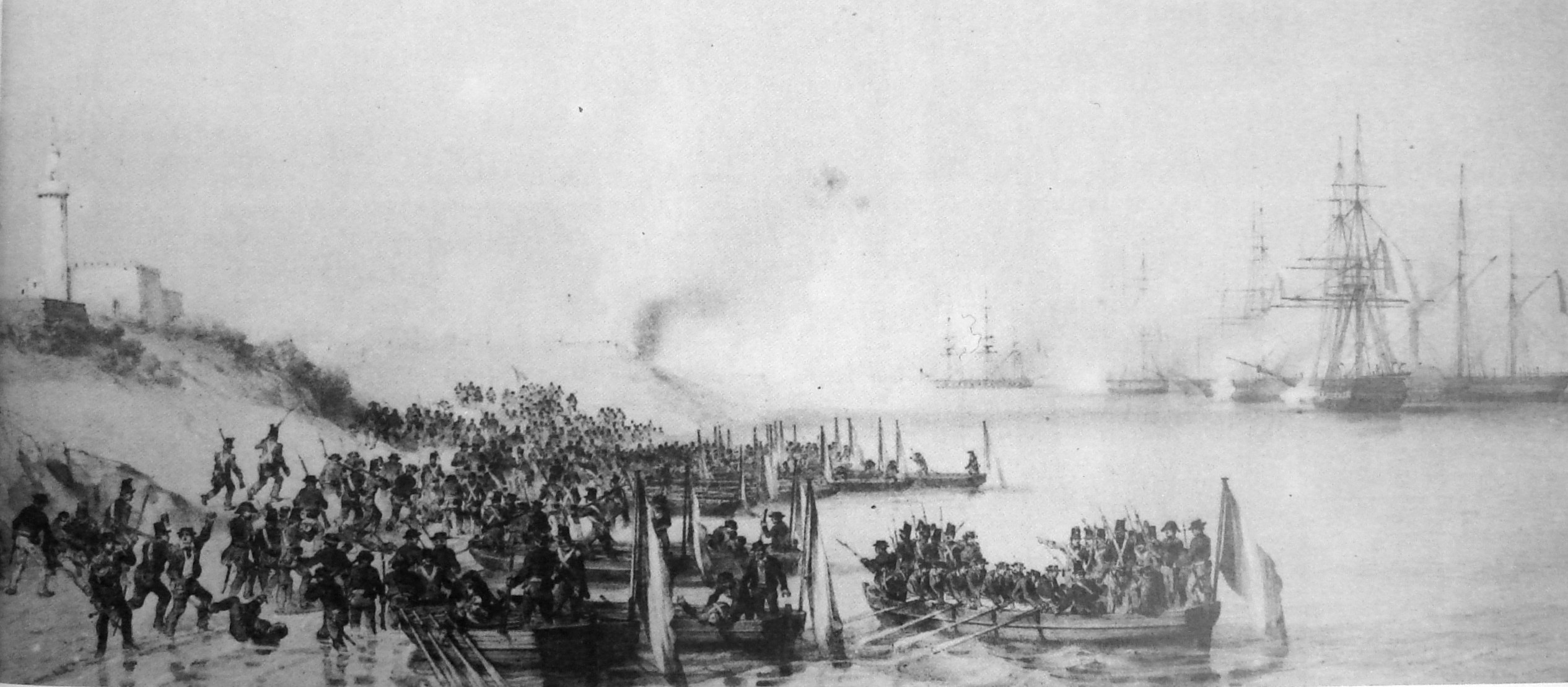
قصف الصويرة: القوات الفرنسية تهبط جزيرة الصويرة

## الـمراجع
1. ↑  "'Abd ar-Rasham". Encyclopedia Britannica (ط. 15th). Chicago, IL: Encyclopedia Britannica, Inc. ج. I: A-Ak - Bayes. 2010. ص. 17. ISBN:978-1-59339-837-8.